# Puzzle Quest 2
Puzzle Quest 2 — компьютерная игра, разработанная Infinite Interactive и изданная D3 Publisher в 2010 году для Xbox 360, Nintendo DS и Microsoft Windows. Анонсированы версии игры для PSP и iPhone, но точные даты выхода пока не известны. Разработана версия для Android.
Игра является продолжением Puzzle Quest: Challenge of the Warlords, вышедшей в 2007 году.

## Геймплей
Геймплей, так же как и в первой игре, основан на match-3 игре-головоломке с ролевыми элементами. По сюжету, игроку нужно защитить деревню Верлорен от злого демона Горгона. В отличие от перемещения по схематической глобальной карте, как в первой игре, в Puzzle Quest 2 теперь изометрический вид и игровой процесс основан на исследовании подземелий под деревней.
В игре доступно четыре класса персонажей: Sorcerer, Templar, Barbarian, и Assassin.

## Рецензии и награды
| Сводный рейтинг | Сводный рейтинг | Сводный рейтинг |
| Издание         | Оценка          | Оценка          |
| Издание         | DS              | Xbox 360        |
| --------------- | --------------- | --------------- |
| GameRankings    | 74,45 %         | 82,58 %         |

Puzzle Quest 2 получила, в основном, положительные отзывы критиков, набрав 81 % на Metacritic для Xbox 360 версии и 74 % для версии Nintendo DS.
20 июня 2010 года, на портале IGN появились рецензии на Puzzle Quest 2. Версии для XBox 360 была поставлена оценка 9.0 из 10 и статус «outstanding», а версии для Nintendo DS 8.5 из 10 и статус «great». Обе версии получили награду «Editor’s choice».
Рецензент Giant Bomb Брэд Шумейкер назвал игру «возвращением Infinite Interactive в форму после провальных Puzzle Quest: Galactrix и Neopets Puzzle Adventure.» Версия для ПК получила позитивные отзывы от GameSpot, где был отмечен геймлей, вызывающий привыкание, и от 1UP.
Игра заняла первое место в категории «Лучшая логика» по результатам рейтинга «Absolute Top 2010» сайта ag.ru. В этом же рейтинге игра заняла третье место в категории «Лучшая игра для Nintendo DS» и десятое в категории «Лучшая RPG».